# Timea (geslacht)
Timea is een geslacht van sponsdieren uit de klasse van de Demospongiae (gewone sponzen).

## Soorten
- Timea acutostellata Hanitsch, 1894
- Timea alba Bergquist, 1968
- Timea anthastra Lévi, 1961
- Timea aurantiaca Bergquist, 1968
- Timea authia de Laubenfels, 1930
- Timea berlincki Leite, Fonseca, Leal & Hajdu, 2015
- Timea bifidostellata Pulitzer-Finali, 1983
- Timea bioxyasterina Mothes, Santos & Campos, 2004
- Timea capitatostellifera (Carter, 1880)
- Timea centrifera (Hentschel, 1909)
- Timea chiasterina Carballo & Cruz-Barraza, 2006
- Timea chondrilloides (Topsent, 1904)
- Timea clandestina Leite, Fonseca, Leal & Hajdu, 2015
- Timea clippertoni van Soest, Kaiser & Van Syoc, 2011
- Timea crassa (Topsent, 1900)
- Timea cumana Pulitzer-Finali, 1978
- Timea curacaoensis van Soest, 2009
- Timea curvistellifera (Dendy, 1905)
- Timea diplasterina Rützler, Piantoni, van Soest & Díaz, 2014
- Timea fasciata Topsent, 1934
- Timea floridusa Carballo & Cruz-Barraza, 2006
- Timea geministellata Pulitzer-Finali, 1978
- Timea granulata Bergquist, 1965
- Timea hallezi (Topsent, 1894)
- Timea hechteli Lehnert & Heimler, 2001
- Timea innocens (Schmidt, 1870)
- Timea intermedia (Lévi, 1958)
- Timea irregularis Sarà & Siribelli, 1960
- Timea juantotoi Carballo & Cruz-Barraza, 2006
- Timea lophastraea (Hentschel, 1909)
- Timea lowchoyi Hooper, 1986
- Timea micraster Lehnert & Heimler, 2001
- Timea mixta (Topsent, 1896)
- Timea moorei (Carter, 1880)
- Timea ohuirae Carballo & Cruz-Barraza, 2006
- Timea ornata Lévi & Lévi, 1989
- Timea oxyasterina Rützler, Piantoni, van Soest & Díaz, 2014
- Timea parasitica (Higgin, 1877)
- Timea perastra (de Laubenfels, 1936)
- Timea secirm Moraes, 2011
- Timea simplistellata Pulitzer-Finali, 1983
- Timea spherastraea Burton, 1959
- Timea spinatostellifera (Carter, 1880)
- Timea stellata (Bowerbank, 1866)
- Timea stellifasciata Sarà & Siribelli, 1960
- Timea stellifera (Carter, 1887)
- Timea stelligera (Carter, 1882)
- Timea stellivarians (Carter, 1880)
- Timea stenosclera Hechtel, 1969
- Timea tethya (de Laubenfels, 1954)
- Timea tethyoides Burton, 1959
- Timea tetractis Hentschel, 1912
- Timea trigonostellata (Carter, 1880)
- Timea tristellata (Topsent, 1892)
- Timea unistellata (Topsent, 1892)
- Timea xena de Laubenfels, 1954